# Кикерське сільське поселення
Кике́рське сільське поселення (рос. Кыкерское сельское поселение) — сільське поселення у складі Тунгокоченського району Забайкальського краю Росії.
Адміністративний центр — село Кикер.

## Населення
Населення сільського поселення становить 615 осіб (2019; 673 у 2010, 859 у 2002).

## Склад
До складу сільського поселення входять:
| Населений пункт | Населення, осіб (2002) | Населення, осіб (2010) |
| --------------- | ---------------------- | ---------------------- |
| Акіма, село     | 285                    | 233                    |
| Кикер, село     | 574                    | 440                    |